# Голландское королевское общество естественных и гуманитарных наук

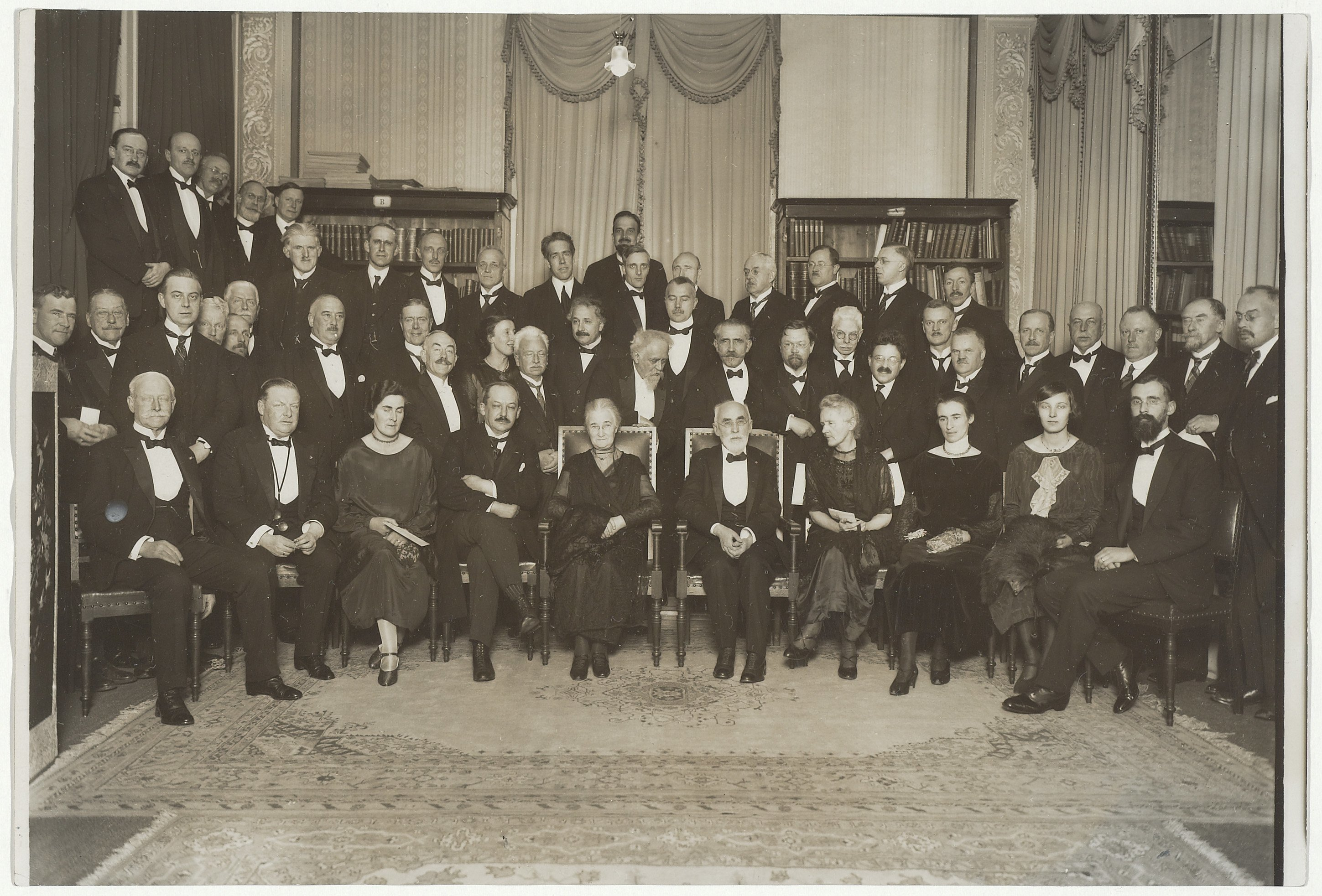
Чествование профессора Хендрика Лоренца в Голландском обществе наук в 1925 году, на котором присутствовали Мария Кюри, Питер Зееман и Альберт Эйнштейн.

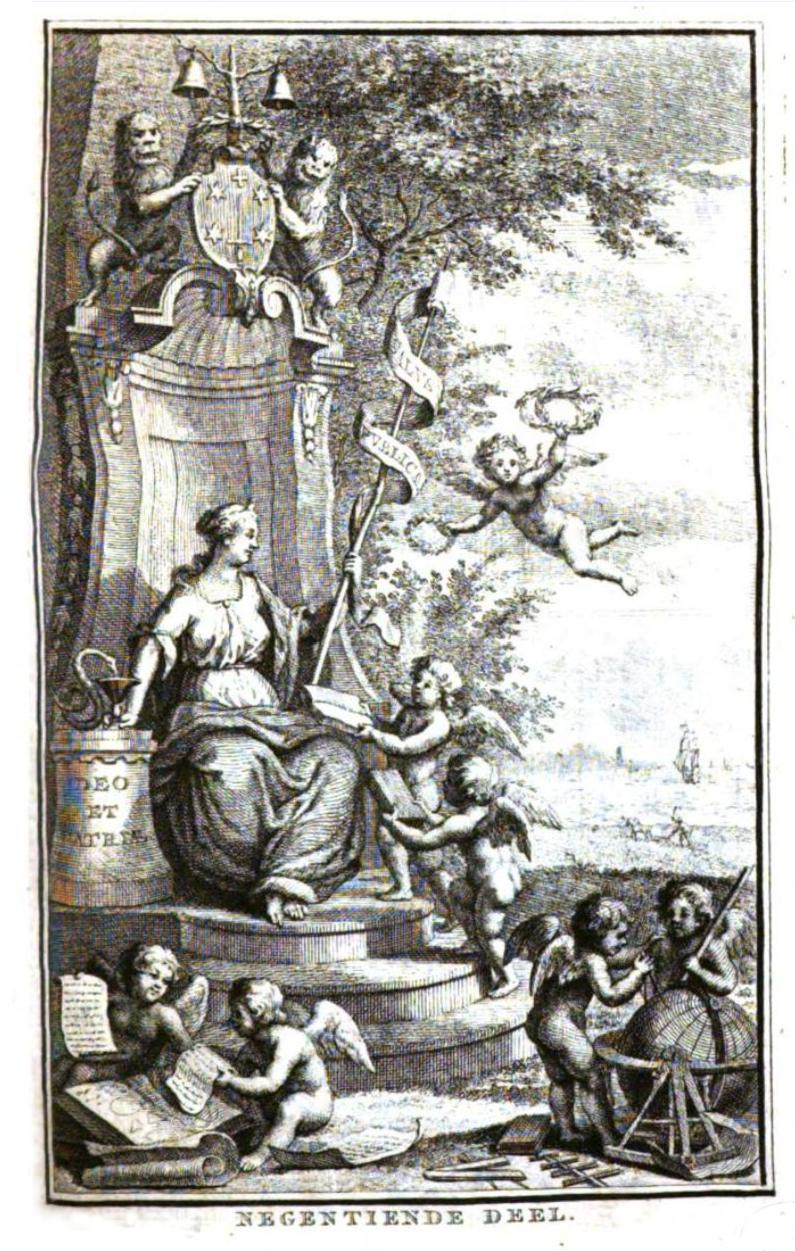
Иллюстрация из трактатов Голландского общества наук 1779 года

Королевское голландское общество естественных и гуманитарных наук (KHMW) — научное общество, основанное в 1752 году в Харлеме, Нидерланды, для популяризации науки. Звание Королевского Общество получило в 2002 году к своему 250-летию. С 1841 года Общество базируется в Доме Ходшона (гол. Hodshon Huis) на реке Спаарне в Харлеме.
Король Нидерландов Виллем-Александр является его покровителем, а Луиза Ганнинг-Шеперс (Louise Gunning-Schepers) служит председателем Общества. Среди известных участников Общества — Робберт Дейкграаф и Бас Хейне.

## История
Общество было основано под названием Голландское общество естественных и гуманитарных наук 21 мая 1752 года. Оно является старейшим научным обществом в Нидерландах. Среди учредителей — мэр Харлема Арент де Раэт, бывший первым председателем, и лютеранский пастор Ван дер Аа, первый секретарь Общества. Чтобы не допустить конкуренции Лейденский университет постановил, что Общество не имеет права проводить свои лекции в Харлеме и что его публикации могут выходить только на голландском языке. Общество было зарегистрировано в 1761 году и получило патент. В 1777 году с целью развития экономики было основано Экономическое отделение Общества. Оно успешно развивалось и стало независимым учреждением в 1797 году под названием Голландского общества промышленности и торговли (гол. Nederlandse Maatschappij voor Nijverheid en Handel). В 2002 году по случаю 250-летия Обществу было присвоено звание Королевского. С 2007 года Общество активно сотрудничает с Национальным аналитическим центром (Nationale Denktank), первоначально носившем название «De Jonge Maatschappij». Выпускники Национального аналитического центра участвуют в деятельности Общества. Около 350 директоров и 450 членов Общество было партнёром с Национальным аналитическим центром.

## Публикации
В первые годы своего существования Общество издавало ряд научных журналов, таких как «Verhandelingen van de Hollandsche Maatschappij der Onderzoeken» и «Physical Verhandelingen». Позднее на голландском языке появились иные профессиональные издания, и Общество перешло на спонсирование существующих отраслевых журналов вместо их самостоятельной публикации. Общество продолжает публиковать «Oeuvres complètes de Christian Huygens» и «Haarlemse Voordrachten» с 1946 года.

## Премии
Общество стало известно организацией конкурсов. С 1753 по 1917 год прошло 1206 различных конкурсов. Постепенно Общество отказалось от прямой организации этого проекта и перешло на выдачу грантов на чужие научные проекты. Общество присуждает ряд премий. Среди них Нобелевская научная премия Акзо (Akzo Nobel Science Award), медаль Ирис (Irispenning) и премия Hollandsche Maatschappij для молодых талантов.

## Музей
Как это было принято среди научных организаций того времени, у Общества также был свой Музей естественных наук, носивший название "Кабинет". В музее хранились собрания нескольких коллекционеров. Он открыт для публики с 1759 года с целью популяризации науки. Поскольку в XIX веке появились иные музеи, то функции собственного музея Общества были утеряны, в 1866 году было решено его закрыть.

## Библиотека
Библиотека Общества в основном использовалась для коллекционирования и хранения научной литературы. В XIX веке ученым было сложно получить доступ к необходимой литературе. В университетах почти не велось преподавания по некоторым научным направлениям. Например, долгое время естественные науки входили в философию и медицину. По мере улучшения университетского климата функции библиотеки Общества уменьшились, и в 1946 году библиотека была объединена с библиотекой Музея Тейлерса, стоявшего напротив Дома Ходшона. Архивы Общества хранятся в Архивах Северной Голландии (Noord-Hollands Archief) в Харлеме.